# Павлюков, Владимир Константинович
Владимир Константинович Павлюков (1906, Луганск — 1956, Москва) — советский хозяйственный, государственный и политический деятель. Депутат Верховного Совета СССР 2-го созыва.

## Биография
Владимир Павлюков родился в 1906 году в Луганске в семье слесаря. В 1924 году вступил в ВКП(б). Работал слесарем, был комсомольским секретарём Луганского паровозостроительного завода. Партийная организация отправила его на учёбу в Москву, в индустриальный техникум. После окончания техникума Павлюков остался в Москве, работал на заводе «Калибр». В 1938 году был назначен заведующим культурно-просветительским отделом Мосгорисполкома. В 1939 году был избран первым секретарём Красногвардейского райкома партии и в том же году — секретарём Московского городского комитета ВКП(б).
Во время Великой Отечественной войны был руководителем отдела снабжения продовольствием Московского горкома. По его распоряжению в городе летом 1941 года начали строить полевые пекарни-землянки на случай, если вражеские бомбы уничтожат крупный хлебозавод. Он также предложил в военное время создавать огороды на бульварах и цветниках Москвы. После войны налаживал контакты с поставщиками продуктов в Москву. Со 12 июня 1945 по 1946 год был вторым секретарём Московского городского комитета ВКП(б).
10 февраля 1946 года был избран депутатом Совета Союза Верховного Совета СССР 2-го созыва от Октябрьского избирательного округа. Затем работал директором Ремонтно-механического комбината Московского городского треста хлебопечения.
Умер 13 ноября 1956 года в Москве.

## Награды
- Орден Ленина (1944)[5]
- Орден Трудового Красного Знамени (1942)[6]